# Mercadotecnia de proximidad
El marketing de proximidad son aquellas posibilidades de comunicación entre el anunciante y el público, englobando todas las acciones de comunicación directa, realizadas en un momento y lugar adecuado para la consecución de un objetivo y cuyas principales características son:
- Cercanía: lugar en la que el público se ubica.
- Rapidez: la comunicación ha de ser rápida.
- Personalización: el mensaje está personalizado para el target en cuestión y por su ubicación en el momento de la comunicación.

## Ventajas
Tiene como ventaja la de poder segmentar a sus receptores de acuerdo a su ubicación y diseñar así campañas mucho más efectivas que aprovechen el impulso del momento y lugar.

## Ejemplos
Uno de los ejemplos más conocido y menos tecnológico de marketing de proximidad con diferencias ligadas al formato, al contenido, a la receptividad del público,… es el repartidor de publicidad a pie de calle.
También se engloba como marketing de proximidad, dentro del marketing móvil el envío de contenidos utilizando como canal de transmisión el Bluetooth, esto se define como marketing bluetooth.